# Шальтямське сільське поселення
Шальтя́мське сільське поселення (рос. Шальтямское сельское поселение) — муніципальне утворення у складі Канаського району Чувашії, Росія. Адміністративний центр — присілок Нові Шальтями.

## Населення
Населення — 1060 осіб (2019, 1216 у 2010, 1304 у 2002).

## Склад
До складу поселення входять такі населені пункти:
| Населений пункт          | Населення, осіб (2002) | Населення, осіб (2010) |
| ------------------------ | ---------------------- | ---------------------- |
| Воронцовка, присілок     | 73                     | 53                     |
| Кашкар-Сірми, присілок   | 96                     | 77                     |
| Маяк, присілок           | 269                    | 276                    |
| Нові Шальтями, присілок  | 520                    | 516                    |
| Старі Шальтями, присілок | 346                    | 294                    |